# Armbrust (Heraldik)
Die Armbrust ist in der Heraldik eine gemeine Figur und wird stark stilisiert dargestellt. Als eine schon sehr früh benutzte und im Mittelalter hochentwickelte Waffe ist sie eine nicht häufige Wappenfigur. Zwei Darstellungsformen finden sich in Wappen: einmal die komplette Armbrust und etwas spärlicher nur das Armbrustjoch. Alle heraldischen Farben sind möglich. Die gespannte Waffe ist zu melden. Die Armbrust wird gelegentlich von einer Wappenfigur wie Mensch oder Tier gehalten. Das Joch, der Bügel, wird von Heraldikern seit etwa dem 18. Jahrhundert auch als Ochsenjoch bezeichnet. Dieses Heroldsbild wird oft in der Anzahl drei übereinander im Wappen angeordnet. Die schweizerische, aber auch die süddeutsche Heraldik hat die Waffe gern genommen.

## Beispiele

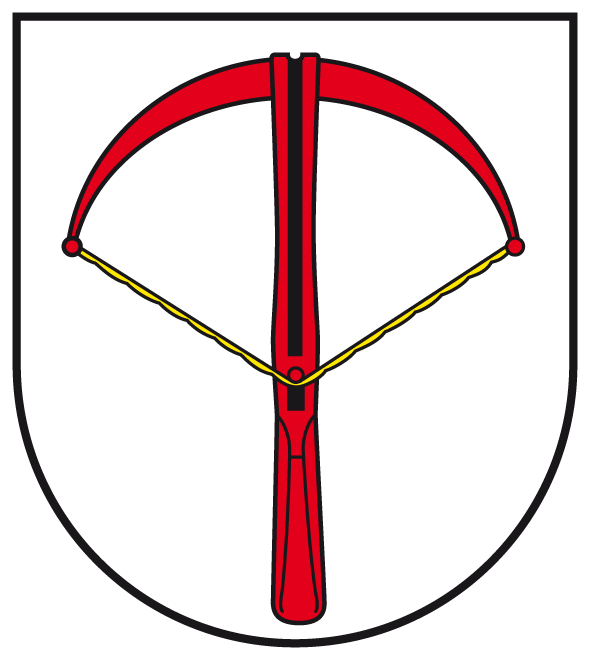
Armbrust (Schleibnitz)
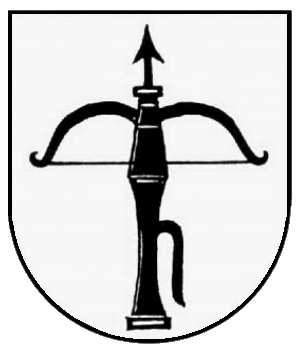
Armbrust (Eibensbach)
Armbrust (Lahr (Eifel))
Armbrust (Römerberg)
Armbrustjoch (Lützenhardt)
Zeidlermännchen mit Armbrust. Feuchter Wappen

## Armbrustschaft
Eine Besonderheit stellt der Armbrustschaft dar. Dieser Schaft, auch als Radwiede bezeichnet, ist der Teil der Armbrust, an dessen vorderen Ende der Armbrustbogen angebracht ist. Diese Wappenfigur findet sich in und auf einigen Adelswappen. Auch Gemeindewappen haben den Armbrustschaft im Schild.

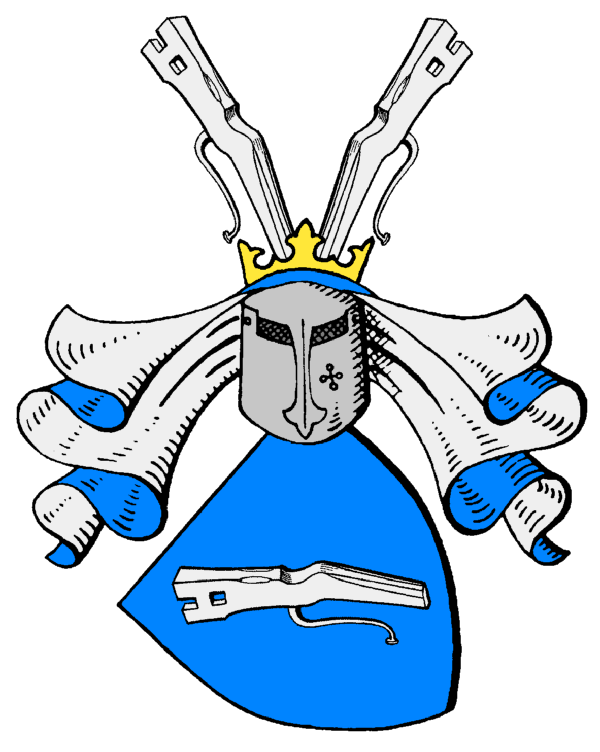
Bennigsen (Adelsgeschlecht)
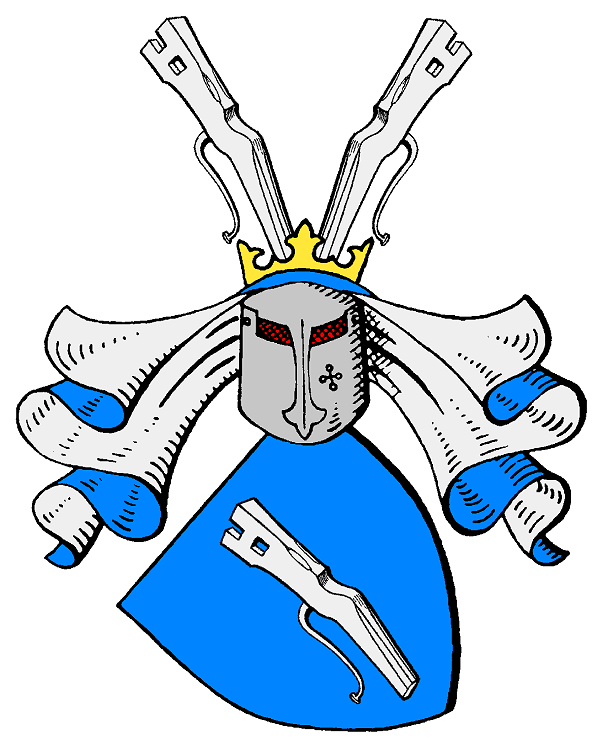
Jeinsen (Adelsgeschlecht)
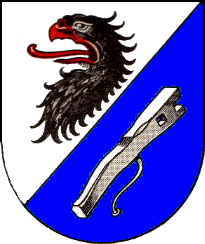
Banteln
Zwei Armbrustschäfte (Muhr am See)

Eine Besonderheit ist Swiss Label, eine Schweizer Markenorganisation, die die Herkunft von Schweizer Produkten und Dienstleistungen mit dem Armbrustsymbol kennzeichnet.